# Oust-Kan
Oust-Kan (en russe : Усть-Кан, ce qui signifie embouchure de la rivière Kan) est un village de la république de l'Altaï dans la partie de la Russie de l'Asie centrale. C'est le chef-lieu administratif du raïon du même nom et de la commune rurale du même nom. Sa population était de 4 956 habitants en 2023.

## Géographie
Oust-Kan est située à la confluence des rivières Kan et Kouterguen dans le Tcharych à une altitude de 1 010 mètres. Gorno-Altaïsk, capitale de la république de l'Altaï, est à 260 km au nord-est. Le village se situe à proximité de la limite du kraï de l'Altaï. Elle est traversée par la route d'Ouïmon, vers la R256 d'une part et Tioungour d'autre part.

## Histoire
Le village a été fondé en 1876. La grotte d'Oust-Kan (17 mètres de longueur et 12 mètres de hauteur) se trouve à 3,5 km à l'est du village sur la rive droite du Tcharych, près de la route d'Oust-Koksa. Les études archéologiques ont commencé en 1954 avec des découvertes de restes du Paléolithique qui sont conservés désormais au musée de l'Ermitage et au musée régional de Barnaoul.

## Démographie
Recensements (*) et estimations de la population,,:
| 1886 | 1897* | 1939* | 1959* | 1970* | 1979* |
| ---- | ----- | ----- | ----- | ----- | ----- |
| 156  | 113   | 1 838 | 2 432 | 2 429 | 2 690 |

| 1989* | 2002* | 2010* | 2012  | 2013  | 2014  |
| ----- | ----- | ----- | ----- | ----- | ----- |
| 3 022 | 3 528 | 4 123 | 4 061 | 4 139 | 4 317 |

| 2015  | 2016  | 2017  | 2018  | 2019  | 2020  |
| ----- | ----- | ----- | ----- | ----- | ----- |
| 4 391 | 4 542 | 4 629 | 4 691 | 4 674 | 4 784 |

| 2021* | 2023  | - | - | - | - |
| ----- | ----- | - | - | - | - |
| 4 892 | 4 956 | - | - | - | - |